# Desmodium scorpiurus
Desmodium scorpiurus là một loài thực vật có hoa trong họ Đậu. Loài này được (Sw.) Desv. miêu tả khoa học đầu tiên.